# 1952年オスロオリンピックの西ドイツ選手団
1952年オスロオリンピックの西ドイツ選手団（1952ねんオスロオリンピックのにしドイツせんしゅだん）は、1952年2月14日から2月25日までノルウェーのオスロで開催された1952年オスロオリンピックの西ドイツ選手団、およびその競技結果。

## 概要
第二次世界大戦に敗北したドイツは、連合軍軍政期を経て、1949年に東ドイツと西ドイツが建国され分断した。同年、西ドイツはボンに国内オリンピック委員会を設立、国際オリンピック委員会は西ドイツの国内オリンピック委員会をこれまで存在していたドイツの国内オリンピック委員会を継承するものとして認めた。一方、東ドイツは1951年に国内オリンピック委員会を創設したが、国際オリンピック委員会からは認められなかった。
国際オリンピック委員会は、西ドイツ側の国内オリンピック委員会を東西ドイツ唯一のドイツオリンピック委員会と位置付け、東西ドイツを1つのチームとした選手団を組織しての1952年オスロオリンピック出場を両国に要請したが、東ドイツ側は拒否した。このため、1952年オスロオリンピックには西ドイツのみ参加となった。
国際オリンピック委員会でのこの選手団の扱いはもともとドイツ（GER）、西ドイツ（FRG）、東西統一ドイツ（EUA）が混在している状態で、統一見解は示されていないが、2021年現在は全てドイツ（GER）に統一されている。ただし、前述のように選手団は全て西ドイツ選手で構成されていた。

## メダル
| メダル | 選手名                                                                                  | 競技               | 種目        |
| ------ | --------------------------------------------------------------------------------------- | ------------------ | ----------- |
| 金     | リア・バラン パウル・ファルク                                                           | フィギュアスケート | ペア        |
| 金     | アンドレアス・オストラー ローレンツ・ニーベール                                         | ボブスレー         | 男子2人乗り |
| 金     | アンドレアス・オストラー フリードリヒ・クーン ローレンツ・ニーベール フランツ・ケムザー | ボブスレー         | 男子4人乗り |
| 銀     | アンネマリー・ブフナー                                                                  | アルペンスキー     | 女子滑降    |
| 銀     | オジー・ライヒャート                                                                    | アルペンスキー     | 女子回転    |
| 銅     | アンネマリー・ブフナー                                                                  | アルペンスキー     | 女子大回転  |
| 銅     | アンネマリー・ブフナー                                                                  | アルペンスキー     | 女子回転    |